# Dieu fluvial (Michel-Ange)
Le Dieu fluvial est un bozzetto (ébauche) en bois, argile, sable, laine, fil de fer et étoupe d'environ 140 cm de long sculpté par Michel-Ange vers 1524.  Cette œuvre a été conservée jusqu'en 2017 à la Casa Buonarroti, à Florence, avant de retourner à l'Académie du dessin, qui en est propriétaire. Il s'agit du seul modèle préparatoire grandeur nature connu de Michel-Ange. Il représente l'un des dieux fleuves qui devaient orner la base des tombeaux des Médicis dans la  Sagrestia Nuova de la basilique San Lorenzo.

## Histoire
Le Dieu fluvial est représenté à demi étendu, dans la tradition iconographique de la Rome antique, et est dépourvu de tête et de bras ; ses jambes sont inachevées. 
L'utilisation de modèles grandeur nature est très rare pour Michel-Ange et, dans le cas de la Sagrestia Nuova, cette particularité répond à une exigence du commanditaire, le pape Clément VII. Il s'agissait d'accélérer, au moins dans les projets, l'achèvement du complexe sculptural : une ébauche grandeur nature permettait de confier plus facilement à d'autres artistes l'exécution de la totalité de l'œuvre. Cependant, malgré cette précaution, la statue n'a jamais été réalisée.

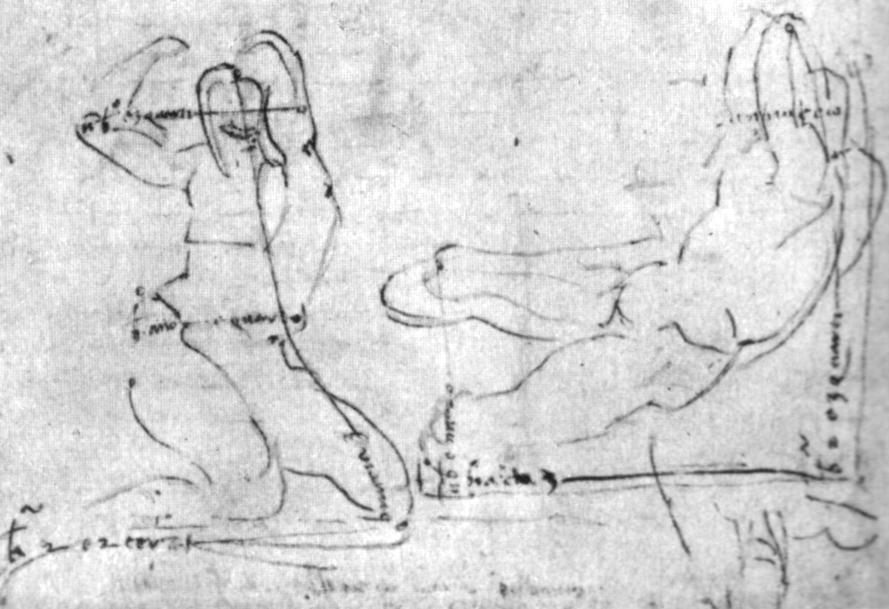
Étude pour un dieu fluvial dans un bloc de marbre, 1520-1525.

La destination de ce bozzetto n'est pas documentée avec certitude, mais il est désormais admis qu'il s'agit d'un modèle pour l'une des statues des tombeaux des chapelles des Médicis (comme le Garçon accroupi). Cette figure symbolique de la domination de la terre et des eaux devait être placée au pied du tombeau de Laurent II de Médicis. Un dessin de sa statue jumelle, qui devait se situer à droite, se trouve au British Museum.
Ces deux bozzetti sont restés dans la Sagrestia Nuova après le départ de Michel-Ange pour Rome en 1534. Quelques années plus tard, Anton Francesco Doni décrit dans I Marmi ce qu'il y a vu : des ébauches « stupéfiantes » qui étaient « deux personnages de marbre que Michel-Ange voulait sculpter ».
Les traces du Dieu fluvial se perdent jusqu'à sa redécouverte grâce aux études d'Adolf Gottschewski et d'Adolf von Hildebrand en 1906, date à partir de laquelle il a été exposé à la galleria dell'Accademia de Florence, près du David et d'autres œuvres de Michel-Ange. En 1964, l'Académie du dessin de Florence a accepté, à la demande de Charles de Tolnay, que l'œuvre soit conservée au musée de la Casa Buonarroti, afin de compléter la série des bozzetti de Michel-Ange.
A l'occasion de l'exposition au palais Strozzi sur le Cinquecento à Florence, la statue a été nettoyée et restaurée, et il a été décidé plus tard de l'installer dans les locaux de l'Académie du dessin.

## Galerie

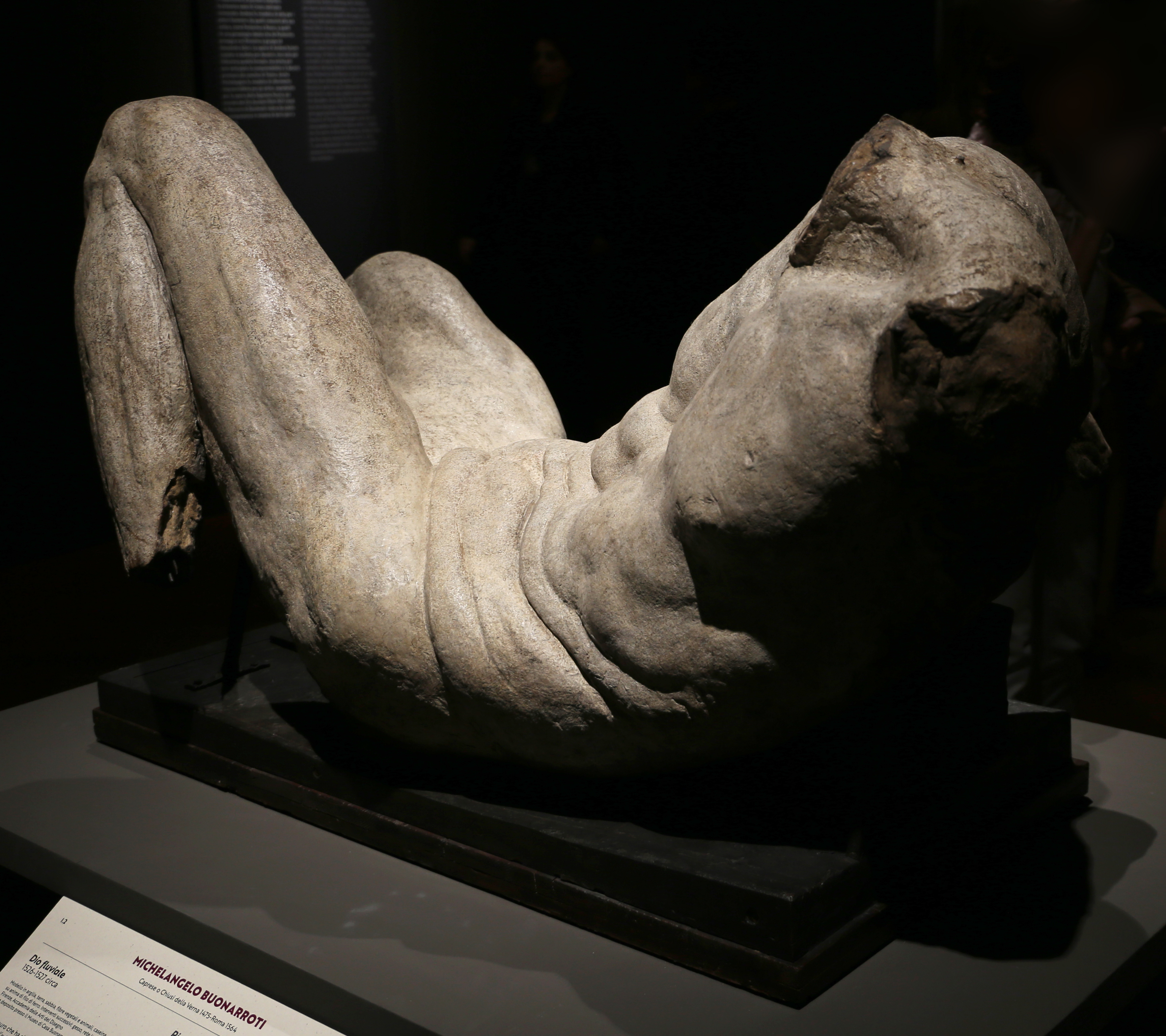
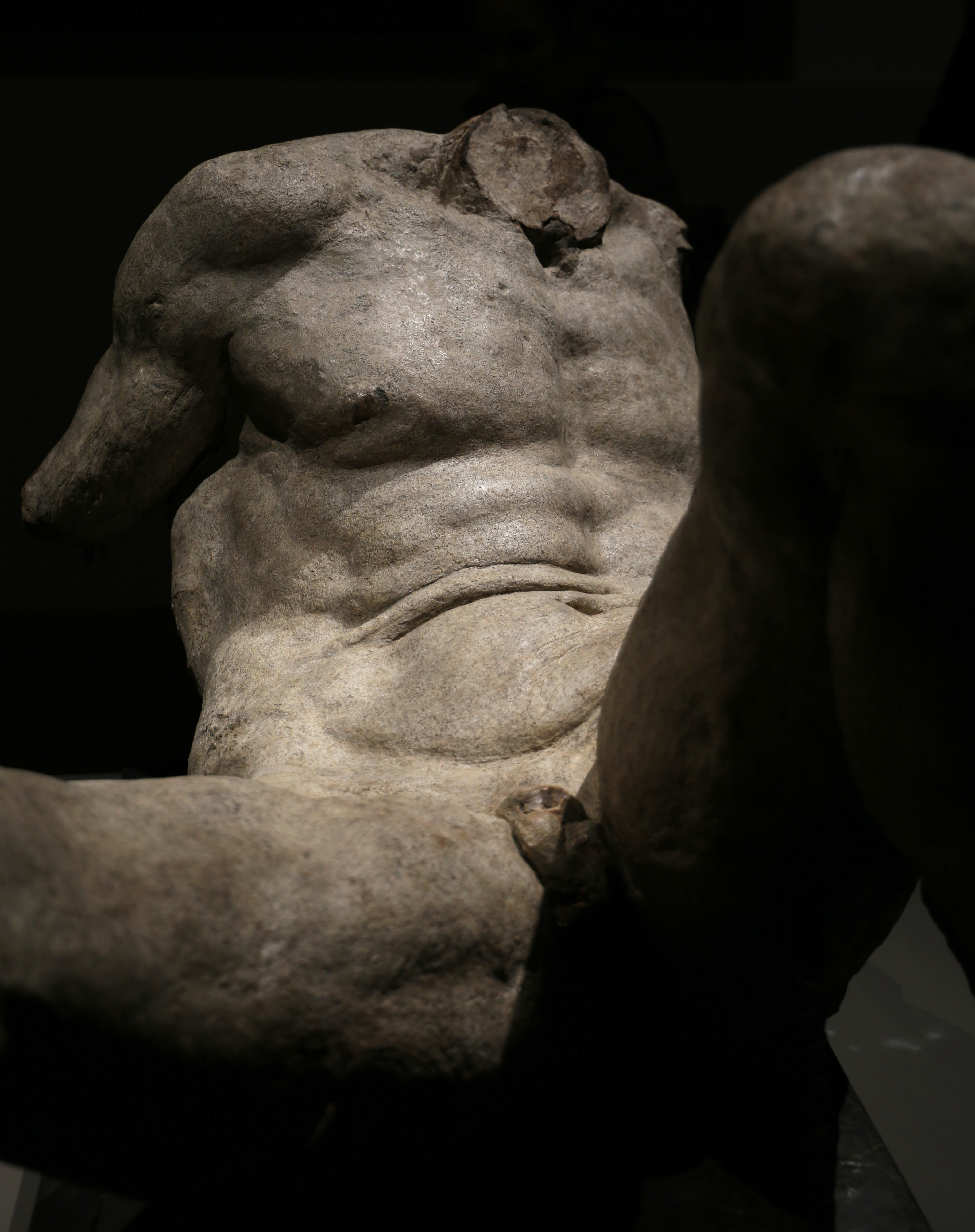
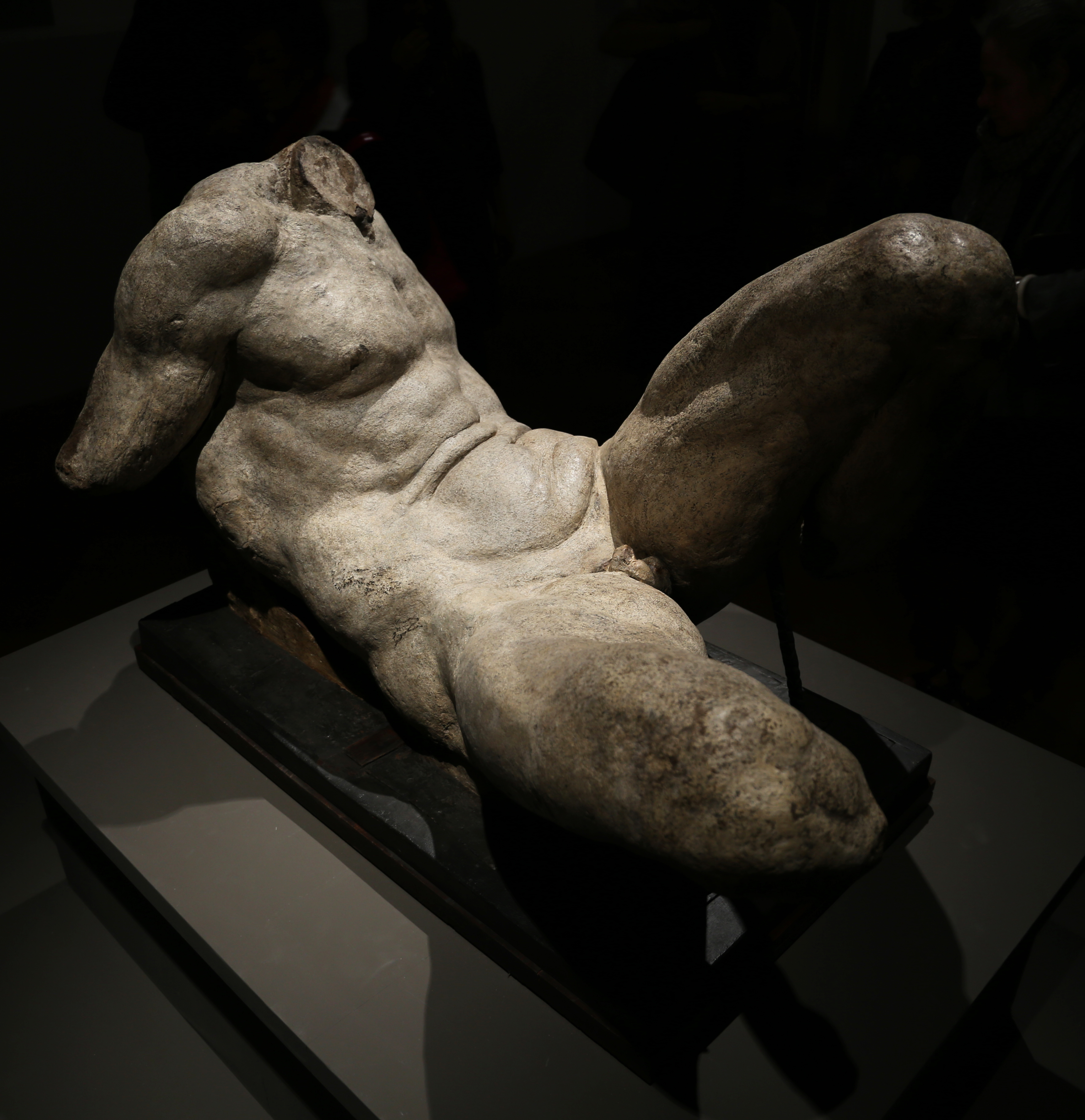
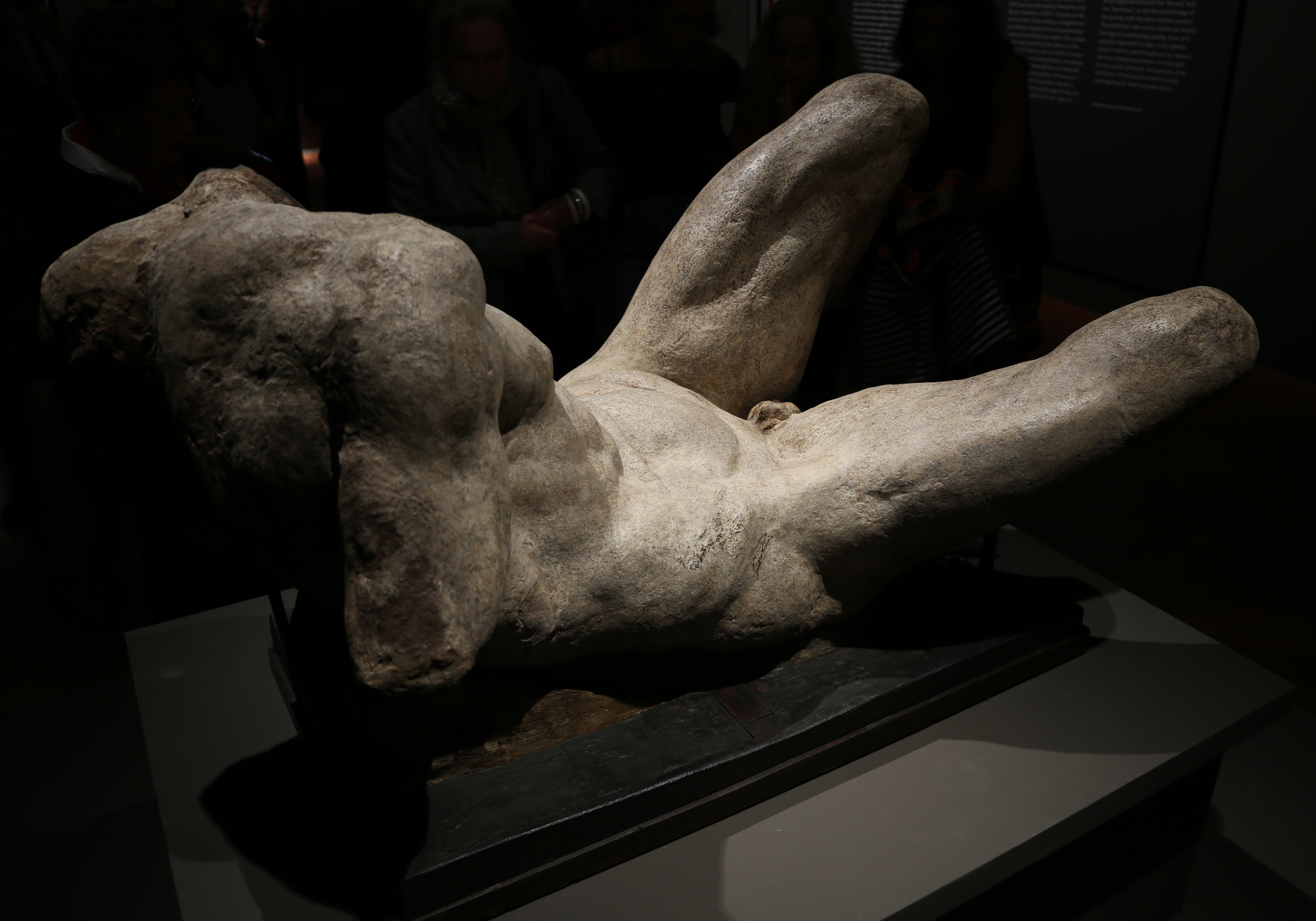

## Bibliographie

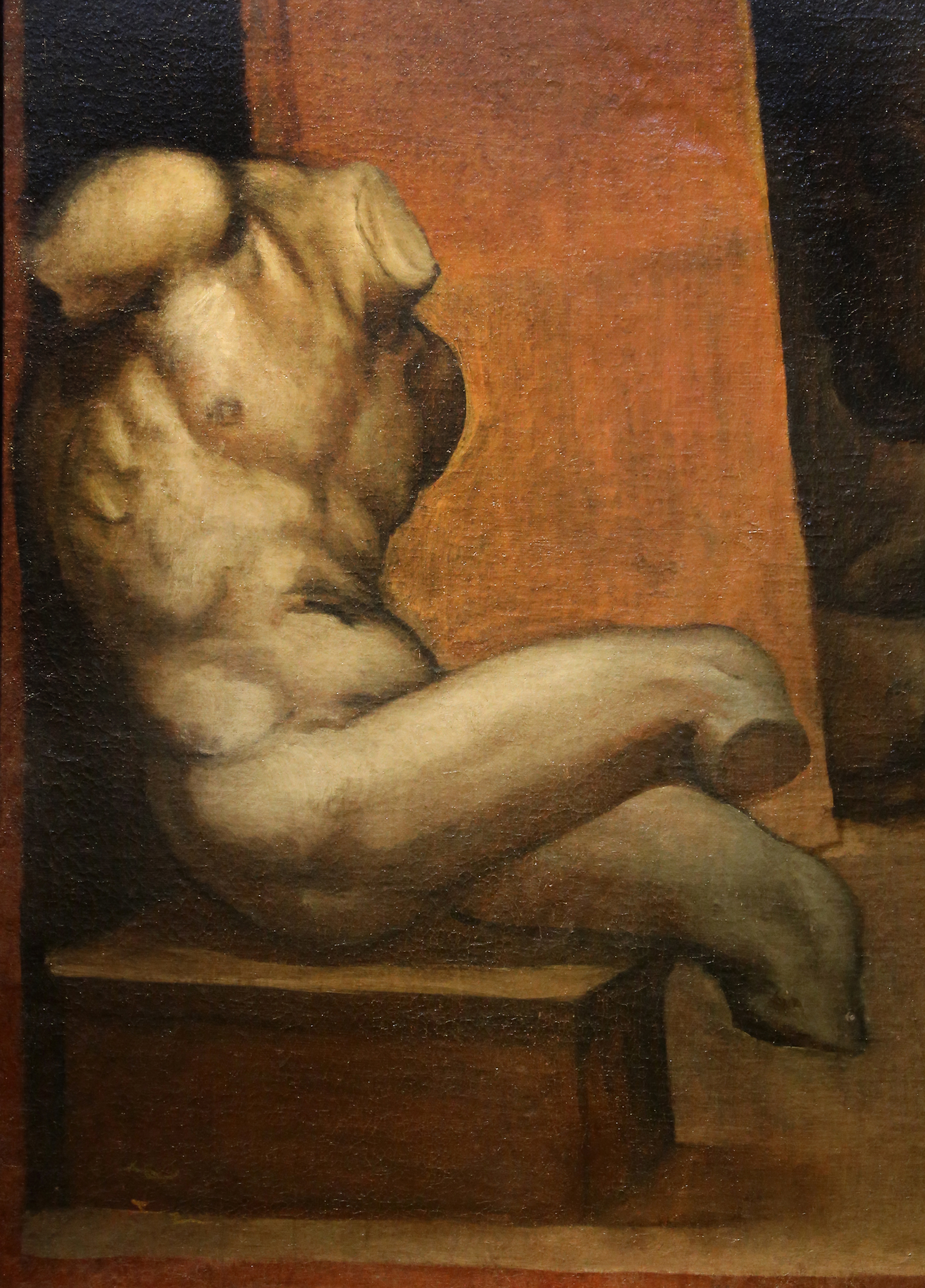
Détail d'un tableau de Domenico Cresti (v. 1599) où figure le Dieu fluvial de Michel-Ange.

## Sources
- (it) Cet article est partiellement ou en totalité issu de l’article de Wikipédia en italien intitulé « Dio fluviale » (voir la liste des auteurs).